# One Punch-Man
One Punch-Man (ワンパンマン lit. Hombre-Un Golpe?) es un webcómic de acción y comedia japonés, creado por el artista One e iniciado en 2009. El webcómic rápidamente ganó popularidad, llegando a alcanzar las 8 millones de visitas. La pronunciación de su nombre en japonés, "Wanpanman", es un juego de palabras basado en el personaje infantil Anpanman, siendo wanpan una contracción de wanpanchi («un golpe»). La historia se centra en Saitama, un superhéroe calvo y extremadamente fuerte que se muestra abrumado por la ausencia de un verdadero desafío, y que continuamente busca a un oponente digno de su poder.
Una versión digital, ilustrada por Yūsuke Murata, comenzó a publicarse en el sitio web de la revista Young Jump en 2012. Shūeisha también pública el manga en físico. Fue licenciado en Estados Unidos por Viz media, y actualmente es publicado en la revista Weekly Shonen Jump Alpha.
Una adaptación a serie de anime producida por el estudio Madhouse, fue emitida en Japón entre octubre y diciembre de 2015. El 25 de septiembre de 2017 se anunció que se cambiaría de director y de estudio de animación, siendo J.C.Staff la que se encargaría de la segunda temporada, que empezó a emitirse el 9 de abril de 2019 y finalizó el 2 de julio de 2019. La serie se encuentra disponible a través de las plataformas Crunchyroll y Netflix.

## Argumento
La historia tiene lugar en una metrópolis ficticia conocida como Ciudad Z, en esa Tierra. El mundo se ve invadido por extraños monstruos que aparecen misteriosamente y que causan numerosos desastres a la población. Saitama es un poderoso superhéroe calvo que derrota fácilmente a los monstruos u otros villanos con un único golpe de su puño. Debido a esto, Saitama ha encontrado aburrida su fuerza y siempre está tratando de encontrar rivales más poderosos que le puedan igualar.
En sus aventuras se encuentra con nuevos amigos, enemigos y su propio discípulo, el poderoso cíborg Genos, y se une a la Asociación de Héroes para ganar fama por todas sus acciones y para prevenir el mal. A pesar de derrotar a muchos más enemigos poderosos que los principales héroes, incluso los de la Asociación de Héroes, Saitama es incapaz de conseguir el reconocimiento de sus acciones en general. La mayoría de la gente lo discrimina por su apariencia física normal y algunos lo acusan de ser un héroe falso; así mismo los guerreros más fuertes lo discriminan basados en la falta de reconocimientos por la asociación de héroes sin tener idea que es más fuerte que todos. Solo un pequeño número de individuos conocen su increíble talento y humildad hacia los demás.

## Personajes
- Saitama (サイタマ Saitama?)

Nombre de héroe: Calvo con capa (ハゲマント Hage Manto?)
Seiyū: Makoto Furukawa
Es un hombre de 25 años de edad, calvo y de mirada inexpresiva, Sin embargo es el héroe más poderoso del mundo, aunque sus logros carecen de reconocimiento por parte de la Mayoría de la gente y los demás héroes. Su habilidad consiste en una fuerza y habilidades físicas más allá de cualquier proporción o escala que sea posible imaginar, debido a esto casi la totalidad de sus oponentes son derrotados de un solo golpe.
- Genos (ジェノス?)

Nombre de héroe: Cyborg demoniaco (鬼サイボーグ Oni Cyborg?)
Seiyū: Kaito Ishikawa
Un joven cíborg que llegó a la ciudad enfrentando monstruos como una forma de encontrar pistas para dar con el cíborg quién mató a su familia cuando era un adolescente; tras conocer a Saitama logró que lo convirtiera en su discípulo con la esperanza de obtener el poder necesario para concretar su venganza, sin embargo la influencia de este lo ha ayudado a acercarse más a su propia humanidad y lo ha llevado a convertirse en uno de los héroes con mejor reputación y clasificación en la asociación.

## Contenido de la obra

### Webcómic
El webcomic original comenzó su publicación en 2009. El web cómic redibujado por Yūsuke Murata comenzó su publicación el 14 de junio de 2012. Hasta el momento tiene 27 tomos recopilatorios publicados en la revista Young Jump Web Comics de Shūeisha.
Fue considerado un éxito instantáneo después de su comienzo, recibiendo miles de vistas y comentarios en pocas semanas. Este recibió 7.9 millones de vistas en junio de 2012. De acuerdo a ONE, creador principal, por el tiempo que él ha escrito el quinto capítulo él estaba recibiendo 30 comentarios por actualización en Nitosha.net. El número de comentarios incrementó gradualmente y para el tiempo que ONE había publicado el capítulo 30 él estaba recibiendo cerca de 1000 comentarios por actualización.

### Anime
El manga fue adaptado a una serie de anime producida por el estudio Madhouse. Dicha serie se estrenó el 5 de octubre de 2015 y cuenta con dirección de Shingo Natsume, guion de Tomohiro Suzuki y diseño de los personajes de Chikashi Kubota. Tras los 12 episodios (+6 especiales/OVAs) de la primera temporada, fue anunciada una segunda. La segunda temporada es producida por el estudio J.C.Staff y fue trasmitida entre abril y julio de 2019.
Selecta Visión adquirió sus derechos para España mediante su emisión por la plataforma de pago Movistar+, primero subtitulada al español y posteriormente doblada a partir de febrero de 2016. En Hispanoamérica se encuentra disponible con doblaje desde el 1 de julio de 2017 en Netflix.

## Reparto
| Personaje          | Actor original (Japón) | Actor de doblaje       | Actor de doblaje       |
| ------------------ | ---------------------- | ---------------------- | ---------------------- |
| Saitama            | Makoto Furukawa        | Darío Torrent          | Víctor Ruiz            |
| Genos              | Kaito Ishikawa         | Enric Puig             | Johnny Torres          |
| Silver Fang        | Kazuhiro Yamaji        | Sergio Capelo          | Pedro D'Aguillón Jr.   |
| Tatsumaki          | Aoi Yuki               | Eva Andrés             | Azul Valadez           |
| Mumen Rider        | Yūichi Nakamura        | César Lechiguero       | Dan Frausto            |
| Sweet Mask         | Mamoru Miyano          | César Lechiguero       | Jaime Alberto Carrillo |
| Puri-Puri-Prisoner | Masaya Osonaka         | José Manuel Casany     | César Beltrán          |
| King               | Hiroki Yasumoto        | Juli Cantó             | Jorge Palafox          |
| Zombieman          | Takahiro Sakurai       | Rafa Albert            |                        |
| Tanktop Master     | Katsuyuki Konishi      | Rafael Ordóñez Arrieta | Raúl Solo              |
| Atomic Samurai     | Kenjirō Tsuda          | Germán Gijón del Valle | Antonio Gálvez         |
| Metal Bat          | Wataru Hatano          | Juli Cantó             | Alan Bravo             |
| Sonic              | Yūki Kaji              | Jorge Tejedor          | Ricardo Loera          |